# Mini Animals
De Mini Animals was een eenmalig muziekproject uit 1997 van producers-duo Flamman & Abraxas om geld op te halen voor UNICEF. Er werd daarvoor één single uitgebracht, een cover van Bob Marley's Get up, stand up.
Het project bestond uit jonge jongens die in de stijl van de muziek en kleding van de Party Animals het nummer vertolkte. Hiernaast was de destijds 14-jarige Leroy Kussy co-producer van de single. Het werd echter geen groot succes, dit in tegenstelling tot de succesvolle optredens van de dan nog jonge leden van de Mini Animals. De twee oudste leden van de Mini Animals, Youri en Jordi, werden in 2002 lid van de wat hernieuwde Party Animals (next generation).